# Lucumon

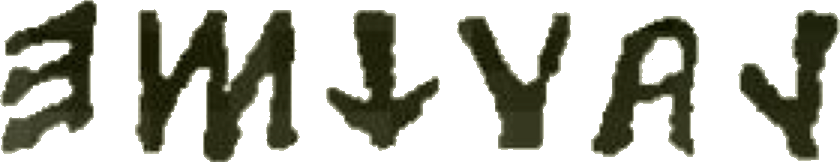
Lauchme (Lucumon) en alphabet étrusque

Lucumon a longtemps été considéré comme le terme par lequel les Étrusques désignaient leurs rois. 
Cette explication est traditionnelle, mais elle est actuellement mise en doute, sinon considérée comme « inconsistante ». Elle repose sur un seul témoignage d'un auteur du IVe siècle, Maurus Servius Honoratus, un commentateur de l'Énéide : « Les peuples de Toscane avaient en effet douze lucumons, qui en langue étrusque sont les rois. » Il est possible que cette affirmation ait pour origine le fait que le premier roi étrusque de Rome, Tarquin l'Ancien, s'appelait « Lucumon » (Lucumo) avant de s'installer à Rome.
Ceci ne remet pas en doute l'existence de rois en Étrurie. Les caractéristiques de leur pouvoir sont décrites par l'historien grec Denys d'Halicarnasse dans le récit qu'il fait de la conquête de l'Étrurie par Rome, sous le règne de Tarquin l'Ancien :

« une couronne d'or, un trône d'ivoire, un sceptre avec un aigle sur le pommeau, une tunique de pourpre incrustée d'or et un manteau pourpre brodé, tels que les rois de Lydie et de Perse le portaient sur eux.... cela semble avoir été une coutume tyrrhénienne pour chacun des rois dans sa cité, qu'il fût précédé par un licteur, un seul, portant une hache avec un faisceau de baguettes; et lorsqu'il  y avait une expédition commune des douze cités, on remettait les douze haches à un seul homme, celui qui avait reçu le pouvoir souverain. »

— Denys d'Halicarnasse, Antiquités romaines, Livre III, 61, 1-2.

## Personnages ayant porté le nom de «Lucumon»
- Tarquin l'Ancien, premier roi étrusque de Rome, est nommé Lucumon à l'origine par Tite-Live. Il change de nom en arrivant à Rome[5].
- Porsenna fut le lucumon de la ville de Clevsin[6].
- Au XVIIIe siècle, le président de l'Académie étrusque de Cortone portait le titre de « lucumon ».

## Un autre sens
Le dictionnaire latin-français  Gaffiot donne un autre sens du substantif « lucumo » celui de « insensé, maudit ».